# Typosyllis flaccida
Typosyllis flaccida är en ringmaskart som först beskrevs av Grube 1878.  Typosyllis flaccida ingår i släktet Typosyllis och familjen Syllidae. Inga underarter finns listade i Catalogue of Life.